# وداعا بغداد 2010
 وداعًا بغداد (بالفارسية: بدرود بغداد) فيلم درامي إيراني من إخراج مهدي نادري. تم اختيار الفيلم كمدخل إيراني لأفضل فيلم بلغة أجنبية في حفل توزيع جوائز الأوسكار الثالث والثمانون   لكنه لم يصل إلى القائمة النهائية. 

## القصة
تدور أحداث الفيلم بين ثلاث قصص متفرقة

### الأولى
تدور القصة حول الملاكم البولندي الأمريكي دانيال دالكا الذي يهرب من مشاكله من خلال التجنيد في الجيش. بعد أربع سنوات من انتهاء مهمته سيتعين عليه أن يعود إلى المنزل حيث سيكون عليه مواجهة مشاكله السابقة؛ لذا قرر أن يترك الجيش ويفر منه. في وسط الصحراء وأثناء هروبه يعضه عقرب.

### الثانية
في نفس يوم زواجها 29 مارس 2003 فقدت ريبيكا والتي تلعب دورها الممثلة بانتيا بهرام زوجها خلال الهجوم البريطاني الأمريكي على العراق . تدير اليوم مطعمًا صغيرًا على الحدود العراقية حيث تستضيف جنودًا عراقيين وأمريكيين. تذهب إلى الألغام الأرضية لإزالة الألغام من أجل زرع الأشجار والنخيل في نفس الأماكن.

### الثالثة
صالح المرزوق والذي يقوم بدوره الممثل مصطفى زماني مدرس رياضيات عراقي فقد عائلته في تفجيرات بغداد يوم 29 مارس، اعتقل وسجن لاحقًا في سجن أبو غريب المعروف بسمعته السيئة لمدة ثلاث سنوات. يقرر أخيرًا أن يتنكر في زي امرأة، ويخطط لتفجير نفسه في مطعم في يوم عيد الميلادفي عام 2009. هناك يكتشف فجأة صورة لنفسه على الحائط مع دخول ريبيكا المطعم. نظرًا للصدمة التي تلقاها الطرفين، يهرب صالح.

## فريق التمثيل
- مزداك مربديني
- بانتيا بهرام
- مصطفى زماني
- كريس سايروس السعيدي
- رضا محمدي
- ماجد بهرامي
- آريا شاكري
- عدنان شحتالاي

## روابط خارجية
- وداعا بغداد 2010 على موقع IMDb (الإنجليزية)
- وداعا بغداد 2010 على موقع فيلمافينيتي (الإسبانية)
- وداعا بغداد 2010 على موقع قاعدة بيانات الفيلم (الإنجليزية)
- وداعا بغداد 2010 على موقع ليتربوكسد (الإنجليزية)
- وداعا بغداد 2010 على موقع كينوبويسك (الروسية)